# Parafia Chrystusa Króla w Chojnie-Wsi
Parafia Chrystusa Króla w Chojnie-Wsi – parafia rzymskokatolicka z siedzibą w Chojnie-Wsi, znajdująca się w archidiecezji poznańskiej, w dekanacie wronieckim. 